# Nokia 5700 XpressMusic
Le Nokia 5700 XpressMusic est un téléphone mobile de Nokia. Il fonctionne sous Symbian S60 3rd. Il fait partie de la catégorie des « musiphones » ; il est dans la gamme "XpressMusic". Il a la particularité d'avoir un clavier qui peut pivoter dans l'axe du mobile sur 360° (pour passer facilement de la fonction téléphone, à la fonction musique ou même photo/vidéo). Il concurrence la série "Walkman" de Sony Ericsson.

## Caractéristiques
- Système d'exploitation Symbian OS S60 V3
- Processeur ARM 11 369 MHz
- GSM/EDGE/3G
- 108,2 × 50,5 × 17,3 mm pour 115 grammes
- Écran de 2,2 pouces de définition 320 × 240 pixels
- Batterie de 900 mAh
- Mémoire : 38 Mo mémoire utile, microSD de 1 Go inclus
- Appareil photo numérique de 2 MégaPixels
- Bluetooth 2.0  Stéréo
- Infrarouge
- Vibreur
- Radio FM
- Clavier rotatif
- DAS : 1,24 W/kg.